# Строганов, Владимир Владимирович
Влади́мир Влади́мирович Стро́ганов (7 августа 1970, Москва — 17 сентября 2012) — российский футболист, игрок в мини-футбол. Более всего известен выступлениями за московский «Спартак». Выступал за сборную России по мини-футболу.

## Биография
Воспитанник московского «Торпедо». Играл в футбол за торпедовский дубль, тверскую «Волгу», коломенские «Оку» и «Авангард», кемеровский «Кузбасс» и ЦСКА-д. В мини-футболе дебютировал за «Торпедо-МКЗ». В августе 1993 года был приглашён в московский «Минкас». После этого некоторое время параллельно играл в футбольных клубах Высшей лиги Финляндии — «Ваасан Паллосеуре» и «Ильвесе».
В «Минкасе», впоследствии переименованном в «Спартак», Строганов провёл всю оставшуюся карьеру. За это время он выиграл все возможные национальные мини-футбольные трофеи: чемпионат (2000/01), дважды кубок (1994 и 2002), Кубок Высшей лиги (1994) и суперкубок (2003). Также он стал рекордсменом клуба по количеству проведённых матчей.
Строганов провёл 11 матчей и забил 5 мячей за сборную России по мини-футболу. Дебютировал в ней в 1995 году, затем долгое время не вызывался. В 2002 году, когда сборную возглавил тренер «Спартака» Евгений Ловчев, Владимир вернулся в национальную команду, а годом позже поехал с ней на Чемпионат Европы.
20 сентября 2012 года сайт Ассоциации мини-футбола России сообщил о кончине Владимира Строганова на 43-м году жизни. При этом точная дата, причина и иные обстоятельства смерти указаны не были.

## Достижения
- Чемпион России по мини-футболу 2000/01
- Обладатель Кубка России по мини-футболу (2): 1994, 2002
- Обладатель Суперкубка России по мини-футболу 2003
- Обладатель Кубка Высшей лиги по мини-футболу 1994